# Morella faya

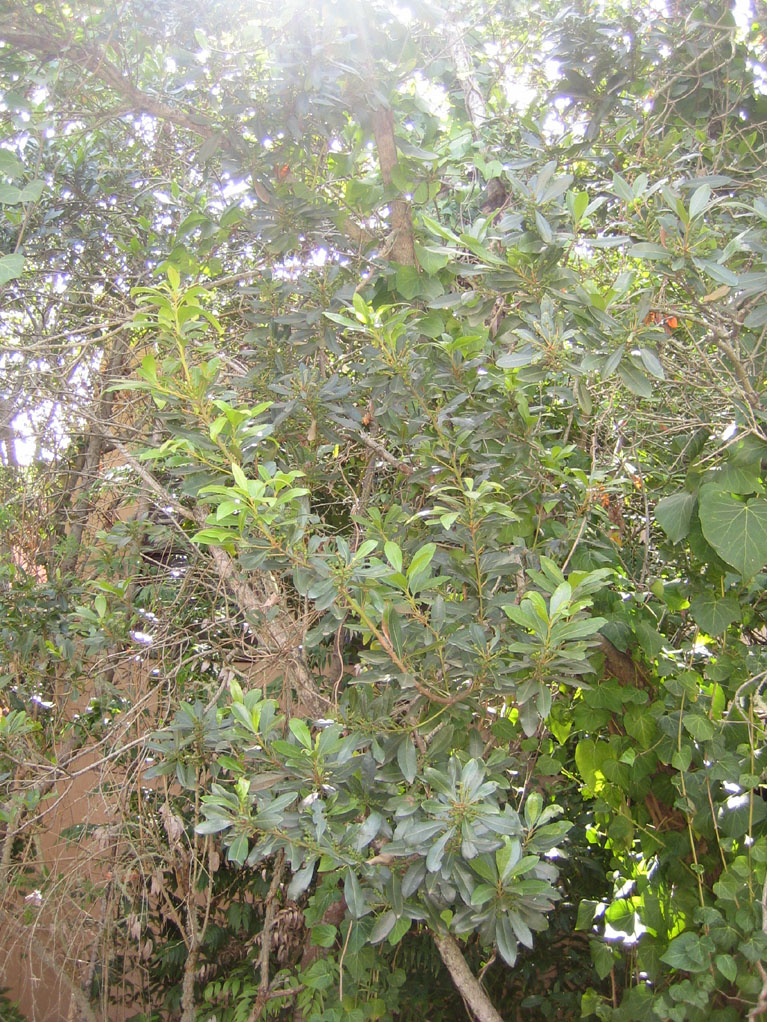
Faya en el parque nacional de Garajonay en La Gomera.

Morella faya (Aiton) Wilbur, conocida en castellano como faya o haya canaria, es una especie de árbol perenne perteneciente a la familia de las miricáceas. Es originario de la Macaronesia, estando además introducida y asilvestrada en Portugal, Nueva Zelanda, Australia y Estados Unidos.
Se trata de uno de los árboles del monteverde canario que muestra una mayor valencia ecológica pudiendo encontrarla en las formaciones más secas y en las más expuestas al viento. Es una especie que protege el suelo durante su recuperación hasta que reaparecen especies de mayor porte.

## Descripción
Es un árbol generalmente dioico de altura variable de 3 a 8 m, pero puede alcanzar grandes tamaños, hasta 18 m. Presenta la particularidad de ser, junto con Myrica rivas-martinezii y con Laurus novocanariensis, los únicos árboles subdioicos que existen en la vegetación natural de las islas Canarias. Esto quiere decir que unos son femeninos y otros son masculinos, pero en algunos ejemplares aparecen algunas flores de ambos sexos.
Se distinguen bien por su denso follaje verde oscuro, con hojas pequeñas de 4 a 10 cm de longitud y 1 a 3 cm de ancho, lanceoladas, de bordes aserrados de forma irregular, que recuerdan a las del roble. Los troncos son algo retorcidos y presentan cortezas muy rugosas. Esto ayuda a reconocerlo.
Las flores son abundantes. Aparecen en invierno y primavera. Las masculinas, apretadas en pequeños racimos alargados, pueden llegar a dar un aspecto amarillento, debido al polen, a las ramas. Las femeninas son menos visibles al estar algo escondidas bajo las hojas, se colocan no tan apretadas como las masculinas. Al madurar se forman unas bayas o frutos negros de aspecto rugoso, globoso y pequeños, de 5 mm de diámetro. Se conocen con el nombre de creces o fitos y pueden comerse, dejando la lengua un poco áspera.
Es una especie dioica. Sus frutos son dispersados por la gravedad o las aves. Muestra una estrategia pionera persistente, es decir que es capaz de crear bancos de semillas, pero estos tienen un carácter local, ligados a sus progenitores. Como Erica arborea y Erica scoparia, la faya requiere de la llegada de la luz y ausencia de mantillo para germinar. Sin embargo, a diferencia de estos otros árboles, puede multiplicarse en zonas cerradas y poco luminosas por su capacidad de producir chupones que sustituyen al tronco inicial, dando lugar a una estructura característica en la que los chupones de diferentes generaciones rodean al tronco ya muerto o al hueco vacío que este ocupó si ya hubiera sido descompuesto.

## Ecología
Es un árbol endémico de la región macaronésica, estando presente en las islas Canarias ―España―, así como en todas las islas del archipiélago de Azores y en la isla de Madeira ―Portugal―.
Fuera de su hábitat natural, está incluido en la lista 100 de las especies exóticas invasoras más dañinas del mundo de la Unión Internacional para la Conservación de la Naturaleza.
En Canarias se desarrolla en los ecosistemas de laurisilva canaria y fayal-brezal.
El fayal-brezal se extendía de forma natural, en una estrecha banda en la zona comprendida entre la laurisilva y su transición a los pinares, entre las cotas de 1100 y 1500 m s. n. m., generalmente en el lado norte o umbría de las montañas isleñas. debido a la degradación y deforestación causada por el hombre se ha extendido a costa de la laurisilva. Junto con el brezo arbóreo, es abundante en los bosques, conocidos por Monteverde o fayal-brezal. Este monte se origina por sucesivas talas de la laurisilva, la cual acaba por desaparecer cuando las talas son abusivas, quedando estas dos únicas especies.
La faya es más exigente en humedad que el brezo arbóreo. Por esto se explica que en los bosques mixtos de pinar con fayal-brezal, al ir subiendo en altura desparece antes la faya que el brezo arbóreo.
Abundante igualmente en el archipiélago de las islas Azores, hasta el punto de que, debido a su preponderancia en la época de su descubrimiento por los colonizadores europeos, la isla de Faial recibió su nombre de la propia planta.
Puede hibridarse con la faya herreña (M. rivas-martinezii), especie endémica de las islas de La Gomera, La Palma y El Hierro (islas Canarias) considerada en peligro cítico de extinción, lo que complica la recuperación de esta especie.

## Taxonomía
El taxón fue originalmente descrito como Myrica faya por el botánico escocés William Aiton y publicado en Hortus Kewensis en 1789. Sin embargo, tras varias revisiones taxonómicas varias especies del género Myrica se incluyeron en el de Morella, siendo publicada como Morella faya por el botánico estadounidense Robert Linch Wilbur en Sida en 1994.
Etimología
- Morella: nombre genérico que deriva del griego mora, por el fruto parecido a ésta.[10]
- faya: epíteto que procede del vocablo canario faya, aludiendo a cierta semejanza con las hayas del género Fagus.[11]

Sinonimia
Presenta los siguientes sinónimos:
- Faya fragifera Webb & Berthel.
- Fayana azorica Raf.
- Myrica faya (Dryand.) Aiton
- Myrica faya Dryand.
- Myrica faya f. nanophylla G.Kunkel
- Myrica frondosa Salisb.

## Importancia económica y cultural
Se utiliza mucho para fabricar horquetas, horcones, horquetones y varas. También como “cama” para los animales, o sea, para la producción de estiércol. Su madera puede aprovecharse para construir pequeños utensilios domésticos, hastías en La Gomera, etc.

## Nombres comunes
Se conoce generalmente como faya o haya canaria.
La forma faya es originaria de la isla de La Palma, proviniendo del portugués faia. Por su parte, haya es la voz más utilizada en el resto de islas, derivando de la palabra española que designa otro árbol.
En la isla de El Hierro y en zonas de Tenerife también se usan las formas cresero y cresera, que derivan de creses, nombre dado al fruto, y el sufijo designativo de árbol -ero.
En los archipiélagos de Madeira y Azores es conocida en portugués como faia, faia-das-ilhas o faia-da-terra, y como samouco.